# Парламентські вибори в Норвегії 2017
Парламентські вибори в Норвегії відбулися 11 вересня 2017 року. На них було обрано 169 депутатів Стортингу.
За підсумками виборів не соціалістичні партії вибороли 88 місць, зберігши більшість у парламенті, що дозволило чинному кабінету Прем'єр-міністра Ерни Сольберг залишитися при владі. Ядро коаліції як і раніше, склали фракції Консервативної партії і Партії прогресу, до яких долучилися Ліберальна партія Норвегії та Християнсько-демократична партія. Три найбільші лівоцентристські партії здобули 79 місць. Партія зелених змогла зберегти своє єдине місце у Стортингу, у той час як Партія «Червоні» зуміла вперше пройти до законодавчого органу.

## Попередні вибори
На дату проведення виборів 2017 року, попередні парламентські вибори мали місце 9 вересня 2013 року. Вони зафіксували перемогу Консервативної партії і її союзників із числа правих партій. Консерватори разом із Партією прогресу сформували двопартійну правлячу коаліцію, призначивши Ерну Сольберг Прем'єр-міністром Норвегії. Вони отримали підтримку із боку центристських партій: Ліберальної та Християнсько-демократичної.

## Виборча система
Вибори проводяться за пропорційною системою партійних списків у дев'ятнадцяти багатомандатних округах, по одному на кожне графство країни (фюльке).
Число депутатів, які мають бути обрані, відрізняється у різних округах і складає від 4 до 19. Для визначення кількості депутатів від кожного багатомандатного округу використовується формула, що враховує два фактори: площа території і чисельність населення. За кожного постійного мешканця нараховується один бал, іще 1,8 баллів додається за кожен квадратний кілометр.
150 місць парламенту зі 169-ти розподіляються за результатами голосування у кожному окремому окрузі незалежно від результатів у інших округах. 19 місць, що залишилися, розподіляються за допомогою методу дільників за видозміненою методикою Сент-Лагю залежно від частки партії у загальнонаціональному голосуванні.
Основна система у Норвегії надає певну перевагу малонаселеним сільським територіям, оскільки площа прямо впливає на кількість мандатів. У такому випадку додаткова методика розподілення сприяє згладженню впливу цього чинника.

### Дата
Згідно з Конституцією Норвегії, парламентські вибори проводяться один раз на чотири роки. Парламент Норвегії не може бути розпущено до закінчення зазначеного чотирирічного терміну, що є характерною рисою норвезької правової системи.
22 квітня 2016 року уряд оголосив, що майбутні вибори пройдуть у понеділок, 11 вересня 2017 року.

## Партії-учасники
Усі вісім партій, які завоювали місця у парламенті за результатами виборів 2013 року, взяли участь і у виборах 2017 року.
- Робітнича партія протягом 2013—2017 років мала найбільше число місць у парламенті (55). Самі лейбористи описують себе як соціал-демократичну лівоцентритську партію. Головою партії виступав колишній міністр закордонних справ Йонас Гар Стере.
- Консервативна партія є найбільшою партією діючого уряду. Під керівництвом свого лідера Ерни Сольберг партія здобула 48 місць у 2013 році. Вважається поміркованою правоцентристською партією, офіційно дотримуються ліберально-консервативної ідеології[5].
- Партія прогресу дотримується класичної ліберальної та ліберально-консервативної ідеології. Деякі дослідники описують її як праву популістську партію[6][7][8], що у самій партії заперечують. Лідером партії є Сів Єнсен.
- Християнсько-демократична партія базується на християнських демократичних цінностях. Лідер Кнут Арільд Гарейде.
- Центристська партія виступала молодшим партнером по коаліції протягом 2005—2013 років. Під керівництвом Трюгве Слагсвольда Ведума здобула 10 місць на виборах 2013 року. Переважно аграрна партія із елементами консерватизму і лібералізму.
- Ліберальна партія Тріне Скай Гранде стоїть на позиціях соціал-лібералізму. Центристська партія. Тісно співпрацію із Християнсько-демократичною партією.
- Соціалістична ліва партія є однією із найменших парламентських партій Норвегії. На вибори 2013 року ішла як частина Червоно-Зеленої коаліції. Відстоює ідеї демократичного соціалізму та енвайронменталізму. З 2012 року партію очолює Одун Лісбаккен.
- Партія зелених за результатами виборів 2013 року мала єдине місце у парламенті від Осло. Не має офіційного лідера, проте де-факто основними політиками партії є Уне Айне Бастгольм і Расмус Хенссон. Відкидає поділ на лівих і правих, виступає за захист довкілля.

«Червоні» під керівництвом Бйорнара Мокснеса не були представлені у парламенті 2013—2017 років. Партія офіційно підтримує комуністичні ідеї. Є правонаступником Червого виборчого альянсу, який мав одне місце у парламенті за результатами виборів 1993 року.

## Результати виборів
| Робітнича партія                          | 800,949   | 27.4  | -3.4 | 49  | -6 |  |  |  |  |
| Консервативна партія                      | 732,897   | 25.0  | -1.8 | 45  | -3 |  |  |  |  |
| Партія прогресу                           | 444,683   | 15.2  | -1.1 | 27  | -2 |  |  |  |  |
| Центристська партія                       | 302,017   | 10.3  | +4.8 | 19  | +9 |  |  |  |  |
| Соціалістична ліва партія                 | 176,222   | 6.0   | +1.9 | 11  | +4 |  |  |  |  |
| Ліберальна партія                         | 127,911   | 4.4   | -0.8 | 8   | -1 |  |  |  |  |
| Християнсько-демократична партія          | 122,797   | 4.2   | -1.4 | 8   | -2 |  |  |  |  |
| Партія зелених                            | 94,788    | 3.2   | +0.4 | 1   | 0  |  |  |  |  |
| «Червоні»                                 | 70,522    | 2.4   | +1.3 | 1   | +1 |  |  |  |  |
|                                           |           |       |      |     |    |  |  |  |  |
| Інші партії, які не пройшли до парламенту |           | 1,8   |      | 0   | +0 |  |  |  |  |
| Всього                                    | 2,945,352 | 100.0 | -    | 169 | ±0 |  |  |  |  |
| Пусті та недійсні бюлетені                | 23,681    | 0.8   | +0.2 | -   | -  |  |  |  |  |
| Зареєстровано виборців/ Явка              | 3,765,245 | 78.2  | −0.1 | -   | -  |  |  |  |  |
| Джерело:                                  |           |       |      |     |    |  |  |  |  |